# De la guerra
De la guerra (Vom Kriege) és l'obra més coneguda del militar prussià Carl von Clausewitz, un tractat sobre la filosofia de la guerra i les tàctiques militars escrit al segle xix. Adopta un enfocament proper a la dialèctica i ha estat criticat pel paper atorgat gairebé en exclusiva als estats com a desencadenants de la guerra, oblidant conflictes de menor o major abast territorial.

## Llibres
1. Reflexió teòrica sobre la naturalesa de la guerra, que es basa en l'ús de la força per disminuir el poder de l'enemic, sempre amb finalitats polítiques.
2. Conceptes associats a la guerra, en què distingeix entre tàctica (ús de la força de la manera més òptima) i estratègia (ús dels combats aïllats per a assolir l'objectiu final), indicant que malgrat l'existència de l'atzar les lleis bèl·liques poden predir el resultat de guerres futures.
3. Sobre l'estratègia, en què destaca el factor sorpresa i la importància d'atendre al resultat final i no a victòries parcials, especialment per a la motivació de les tropes.
4. El combat, anàlisi dels principis i fases que el componen, destacant l'anomenada "boira de guerra" o estat d'incertesa en què es troben els que lluiten directament, incapaços de veure el pla global.
5. Les forces militars al llarg de la història, amb especial atenció a la figura de Frederic el Gran.
6. Estudi de la defensa, l'aspecte més fonamental en guerres llargues.
7. Estudi de l'atac, basat en el trencament de l'equilibri de forces i el geni militar dels líders, així com les emocions de violència que empenyen els soldats.
8. Plans de guerra, ja que la guerra mai no és un fi en ella mateixa sinó un mitjà.